# Santo Pietro di Venaco
Santo Pietro di Venaco (in francese Santo-Pietro-di-Venaco, in corso Santu Petru di Venacu, in greco Σαντο Πέτρος Βενακο?) è un comune francese di 225 abitanti situato nel dipartimento dell'Alta Corsica nella regione della Corsica.
Gli abitanti si chiamano sampetracci o Σιμοι (greco, traslitterato Simbroi).

## Società

### Evoluzione demografica
Abitanti censiti